# Tryphosella apalachicola
Tryphosella apalachicola är en kräftdjursart som beskrevs av Lowry och Helen E. Stoddart 1997. Tryphosella apalachicola ingår i släktet Tryphosella och familjen Lysianassidae. Inga underarter finns listade i Catalogue of Life.